# 1868 en Lorraine
Chronologie de la Lorraine
- 1864
- 1865
- 1866
- 1867
- 1868
- 1869
- 1870
- 1871
- 1872

Cette page est une liste d'événements qui se sont produits durant l'année 1868 en Lorraine.

## Événements

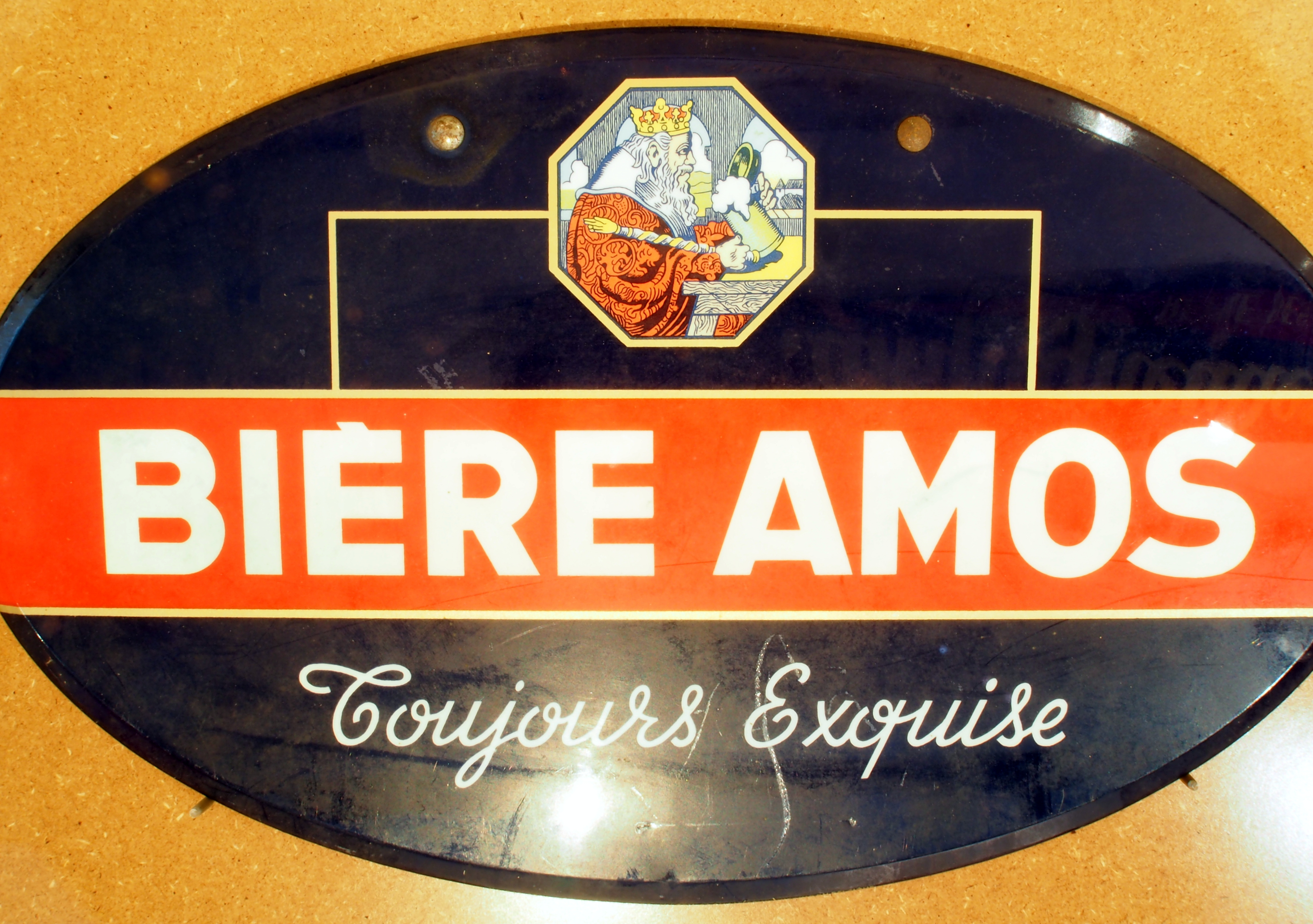
Bière Amos - Toujours Exquise !

- Fondation de la Brasserie Amos à Metz, fermée en 1993[1]. La bière Amos est toujours produite par la brasserie Licorne de Saverne dans le Bas-Rhin.
- Est élu sénateur de la Moselle : Alexandre de Geiger, qui siége jusqu'en 1870
- Est élu député de la Moselle : Charles Lejoindre : député de la Moselle de 1868 à 1870, siégeant dans la majorité soutenant le Second Empire.
- La Lorraine est la première région française productrice de fer avec 30 % de la production nationale[2].

- 17 septembre : une explosion dans l'arsenal d'artillerie de Metz, boulevard Paixhans, fait plusieurs dizaines de morts[3]

## Naissances

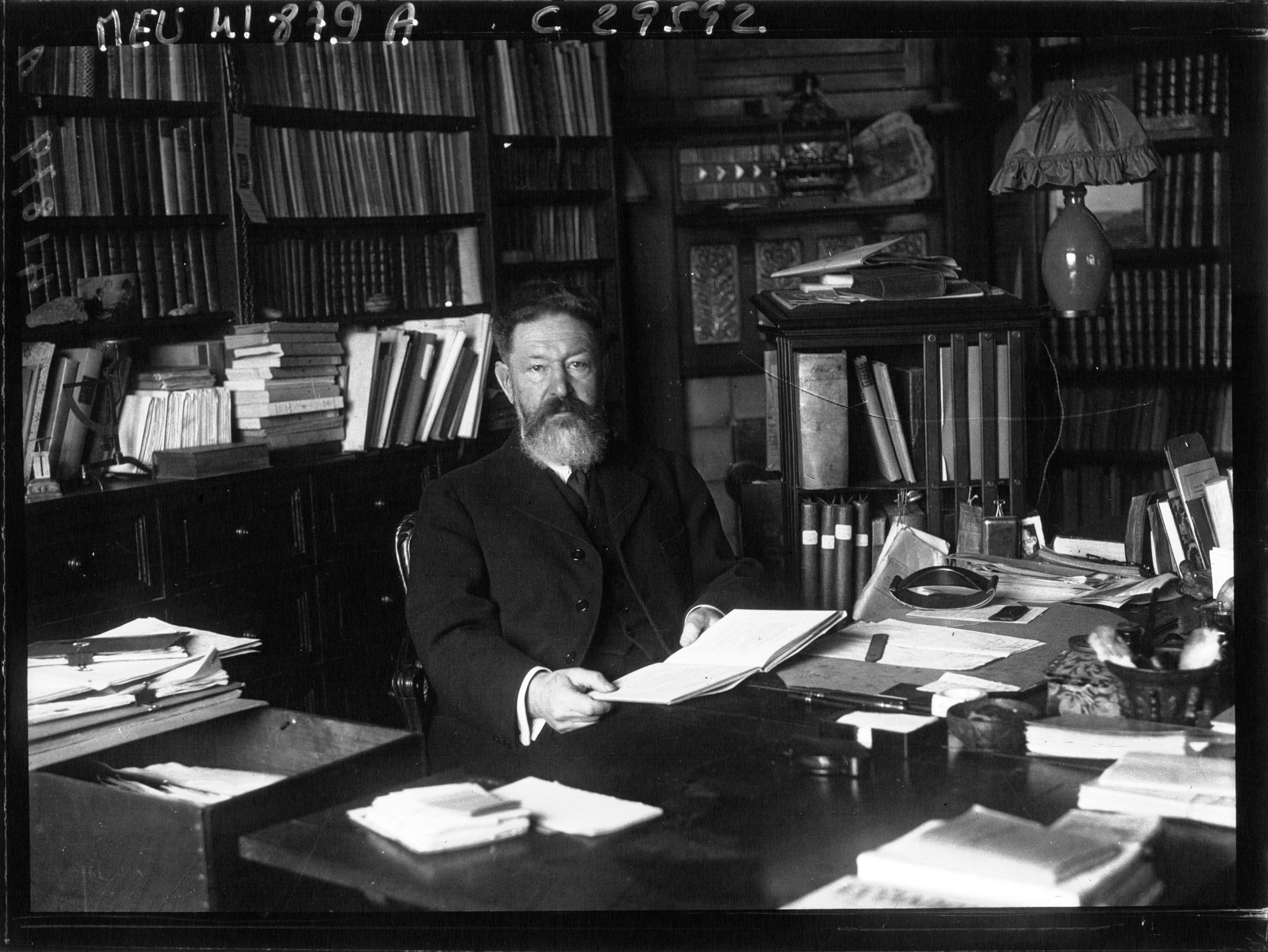
André Spire

- 26 janvier à Épinal : René Perrout, mort dans la même ville le 11 septembre 1920, à 52 ans, avocat et un écrivain régionaliste français.
- 8 février, à Neufchâteau (Vosges)  : Henry Provensal, mort à Paris en 1934, peintre, sculpteur et architecte français.
- 18 février à Neufchâteau : Henry Provensal[4], mort à Houdan le 6 octobre 1934[5], peintre, sculpteur et architecte français.
- 22 février à Sarrebourg : Jacques Abraham Kahn, grand-rabbin français,  mort le 14 janvier 1945 au camp de concentration de Bergen-Belsen.
- 23 février à Senones : Eugène Curien, prélat catholique français, mort le 5 août 1947 à Senones.
- 26 février à Uckange : Anna Clémence Berthe Abraham Worms (morte à São Paulo le 27 juin 1937), plus connue comme Bertha Worms, enseignante et peintre franco-brésilienne.
- 28 mars à Saint-Mihiel : Joseph Léon Lignières, décédé le 19 octobre 1933 à Buenos-Aires, vétérinaire et bactériologiste franco-argentin, l'autorité binomiale pour le genre de bactérie Salmonella.
- 8 mai à Metz : Pierre de Lacombe, général français, colonel d’artillerie durant la Première Guerre mondiale.
- 17 mai, à Vantoux (Moselle) : Jean-Julien Barbé, mort le 9 septembre 1950 à Metz, est un historien, bibliophile, archiviste, érudit du Pays messin.
- 1 juillet à Walscheid : Louis Meyer (décédé le 7 avril 1939 à Walscheid), homme politique lorrain. Il fut député allemand au Landtag d'Alsace-Lorraine à partir de 1911, puis député français de 1919 à 1928.
- 8 juillet à Lunéville : Paul Cuche, décédé le 5 octobre 1943)[6], juriste français, auteur de traités de droit.
- 11 juillet à Metz (Moselle) : Albert Thiery, homme politique français décédé le 5 janvier 1958 à Saint-Mihiel (Meuse).
- 28 juillet à Nancy : André Spire, mort à Paris le 29 juillet 1966, est un écrivain et poète français, militant sioniste.
- 15 août, à Saint-Dié : Hubert de Bazelaire de Lesseux, homme politique vosgien de la IIIe République, décédé le 10 mai 1935, à Saint-Dié. Il est inhumé à Lusse.
- 18 octobre à Étain : Émile Gigleux, poète et écrivain français, mort le 3 janvier 1902 à Courbevoie (Hauts-de-Seine).

## Décès

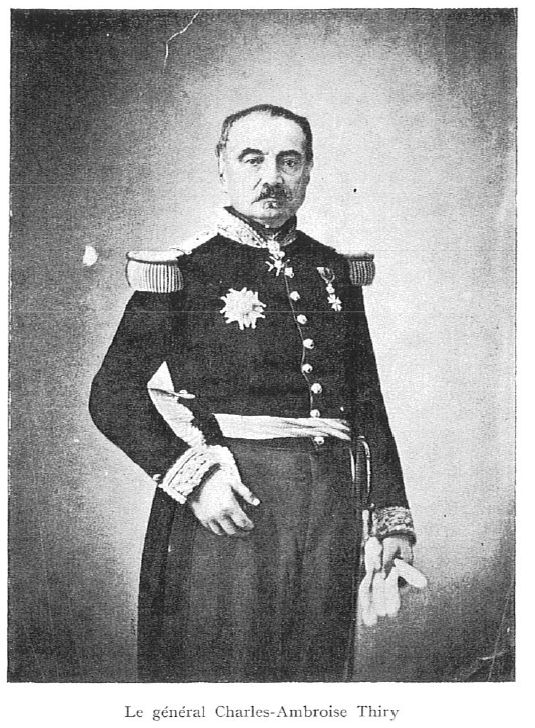
Charles-Ambroise Thiry.

- 29 janvier à Metz : Émile Faivre, né le 1er mars 1821 à Metz [7],[8], artiste peintre français du XIXe siècle.
- 31 mai à Nancy : Charles Ambroise Thiry né à Nancy le 9 décembre 1791, général français du XIXe siècle.
- 14 décembre à Mauvages : Charles-Adrien, baron de Cholet né le 12 juillet 1779 à Longeaux, homme politique français.